# Phrynobatrachus rouxi
Phrynobatrachus rouxi é uma espécie de anfíbio da família Petropedetidae.
É endémica do Uganda.
Os seus habitats naturais são: marismas de água doce e marismas intermitentes de água doce.